# Ebenezer F. Norton
Ebenezer Foote Norton (* 7. November 1774 in Goshen, Litchfield County, Colony of Connecticut; † 11. Mai 1851 in Buffalo, New York) war ein US-amerikanischer Politiker. Zwischen 1829 und 1831 vertrat er den Bundesstaat New York im US-Repräsentantenhaus.

## Werdegang
Ebenezer Norton besuchte vorbereitende Schulen. Nach einem anschließenden Jurastudium und seiner Zulassung als Rechtsanwalt begann er in diesem Beruf zu arbeiten. 1815 zog er nach Buffalo, wo er juristischer Vertreter der Niagara Bank wurde. Außerdem bekleidete er in seiner neuen Heimat einige lokale Ämter. Im Jahr 1819 gehörte er zu den Gründern der Firma Buffalo Harbor Co. In den 1820er Jahren schloss er sich der Bewegung um den späteren Präsidenten Andrew Jackson an (Jacksonians).
Bei den Kongresswahlen des Jahres 1828 wurde Norton im 30. Wahlbezirk von New York in das US-Repräsentantenhaus in Washington, D.C. gewählt, wo er am 4. März 1829 die Nachfolge von Daniel G. Garnsey antrat. Da er im Jahr 1830 nicht bestätigt wurde, konnte er bis zum 3. März 1831 nur eine Legislaturperiode im Kongress absolvieren. Seit dem Amtsantritt von Präsident Jackson im Jahr 1829 wurde innerhalb und außerhalb des Kongresses heftig über dessen Politik diskutiert. Dabei ging es um die umstrittene Durchsetzung des Indian Removal Act, den Konflikt mit dem Staat South Carolina, der in der Nullifikationskrise gipfelte, und die Bankenpolitik des Präsidenten.
Nach dem Ende seiner Zeit im US-Repräsentantenhaus praktizierte Ebenezer Norton wieder als Anwalt. Er starb am 11. Mai 1851 in Buffalo.